# Sertularella striata
Sertularella striata är en nässeldjursart som beskrevs av Eberhard Stechow 1923. Sertularella striata ingår i släktet Sertularella och familjen Sertulariidae. Inga underarter finns listade i Catalogue of Life.